# Situació límit
El terme de situació límit fa referència a un concepte filosòfic de Karl Jaspers.

## Definició
Amb el terme de situació límit es designa el moment en què l'individu està interiorment (i per raons exteriors o no del tot diverses) confrontat a dades existencials que no pot modificar, i que Jaspers llista sovint com la mort, l'atzar, el patiment i la culpabilitat. Pivot d'una existència, viure una situació límit implica fer possiblement l'experiència de l'angoixa i de la desesperació: l'home es troba llavors que esdevé autènticament ell mateix, sense falsos semblants i dissimulacions estètiques. És també en funció d'aquesta experiència que l'home fa o no l'elecció de fer una passa cap a la transcendència.
Jaspers enumera quatre situacions límits a la seva Introducció a la filosofia: mort, atzar, culpabilitat, impossibilitat de comptar al món..